# Большое Еловое
Большое Еловое — пресноводное озеро на территории Кестеньгского сельского поселения Лоухского района Республики Карелии.

## Общие сведения
Площадь озера — 2,8 км², площадь водосборного бассейна — 28,5 км². Располагается на высоте 118,8 метров над уровнем моря.
Форма озера продолговатая: оно более чем на четыре километра вытянуто с юго-запада на северо-восток. Берега каменисто-песчаные, местами заболоченные.
С южной стороны водоёма вытекает река Калайоки, впадающая в озеро Петриярви. Через последнее течёт река Кереть, которая, в свою очередь, впадает в Белое море.
Вокруг озера проходит автозимник.
Код объекта в государственном водном реестре — 02020000711102000002354.